# Derby Makinka
Derby Makinka (Salisbury, 5 settembre 1965 – Oceano Atlantico, 27 aprile 1993) è stato un calciatore zambiano, di ruolo centrocampista.

## Carriera

### Club
Giocò nel campionato zambiano, in quello tagiko, zimbawese e polacco, che conquistò con il Lech Poznan.

### Nazionale
Rappresentò la propria Nazionale 14 volte, tra il 1986 e il 1993, prendendo parte anche alle Olimpiadi nel 1988.

### Morte
Perì, assieme ai compagni di Nazionale, il 27 aprile 1993, coinvolto nel celebre disastro aereo dello Zambia.

## Palmarès
Campionato polacco: 1 
Lech Poznań: 1991-1992